# Lago di Loque
Il lago di Loque (Lokvarsko Jezero), noto come il "lago della Gioventù" ai tempi del socialismo, è il più vasto e profondo lago della regione, con i suoi 2,1 km² di superficie e i suoi oltre 40 metri di profondità. La diga del bacino artificiale, alta 48 metri, venne costruita tra il 1952 e il 1955 dal lavoro volontario dei circa 27.000 giovani (per lo più croati) appartenenti alle cosiddette "Brigate giovanili". L'opera era necessaria per il funzionamento della centrale idroelettrica "Nikola Tesla" della val di Vino.